# Gaoche
Die Gaoche (高車, Kao-che) waren ein Volk in Asien. Ihr Ursprung lag vermutlich im Volk der Dingling. Ihr Siedlungsgebiet lag in der heutigen inneren Mongolei und dem nördlichen Han-China. Das vermutlich türkische Volk ist bislang nur unter der chinesischen Bezeichnung Kao-che, nicht unter ihrer Eigenbezeichnung bekannt.

## Geschichte
Im dritten Jahrhundert nach Christus bildete das Volk der Dingling einen Teil der Süd-Hsiung-Nu. Nach dem Weilüe, einem Bericht aus den Jahren 239 bis 265, floh eine Gruppe der Dingling in die westlichen Steppen von Kasachstan. Während der Zeit der Sechzehnkönigreiche gründeten sie einen Staat Wei, der jedoch nicht mit dem der Nördlichen Wei-Dynastie identisch ist. Zu dieser Zeit wurden sie erstmals auch als Gaoche bezeichnet.  Ein Teil der Gaoche soll sich unter dem Namen Bayeqi (拔也稽) auch am Fluss Orchon angesiedelt haben, bis er von den Rouran im frühen 5. Jahrhundert unterworfen wurde. Einige der Gaoche sollen hohe Stellen im Staat der Rouran innegehabt haben.
Die südlichen Gaoche, zusammen mit den Resten der Tabgatsch, fielen immer wieder in die Grenzregionen der Rouran ein. Nach einem Feldzug der Rouran gegen die Tabgatsch 429 wurden 1,5 Millionen gefangene Gaoche in der südlichen Hauptstadt Pingcheng angesiedelt. Im 6. Jahrhundert sollen unter den Rouran sechs Stämme und zwölf Clans der Gaoche gehört haben.
524 kam es zu einem Aufstand gegen die Rouran, der bis 526 anhielt. Infolgedessen zogen viele Gaoche nach Süden und gingen in der dortigen Bevölkerung auf. Durch diesen Bevölkerungsverlust verfiel die Macht der Rouran mit der Zeit.
Dem Volk der Gaoche folgten in der Region die Fufuluo (副伏罗), später die Chile (敕勒) oder Tiele (铁勒).

## Herkunft
Die Gaoche (Kao-chü, chin. „Hoher Streitwagen“) galten laut chinesischen Quellen den T'ieh-le ethnisch am nächsten stehend. Ursprünglich bekannt als Kao-chü Ting-ling (chin. „Hoher Streitwagen Ting-ling“) waren die Kao-chü offenbar der letzte überlebende Zweig der Chidi. Laut der Geschichte der Gaoche aus der chinesischen Chronik Wei Shou (6. Jhd.) kann der Ursprung der Ting-ling/Dingling (丁零) und T'ieh-le (丁零) auf die Chidi (赤狄) oder Rote Di (赤 狄) zurückgeführt werden, die während der Frühlings- und Herbstperioden im Norden Chinas siedelten. Ihre Sprache ähnelt mit geringem Unterschied den Hunnu/Hunyu (浑庾).

## Herrscherliste
- 487–503 Āfúzhìluó (阿伏至羅)
- 503–505 Bálìyán (跋利延)
- 505–516 Mí'étú (彌俄突)
- 516–524 Yīfú (伊匐)
- 524–536 Yuèjū (越居)
- 536–540 Bǐzào (比造)
- 540–541 Qùbīn (去賓)